# Sexual XXXXX!
Sexual XXXXX! è il secondo album in studio del gruppo musicale giapponese Buck-Tick, pubblicato nel 1987.

## Tracce
1. Empty Girl – 3:36
2. Future for Future – 3:52
3. Dream or Truth – 4:23
4. Do the I Love You – 2:56
5. Illusion – 6:19
6. Sexual XXXXX! – 3:33
7. Sissy Boy – 4:26
8. Mis-Cast – 3:35
9. Hyper Love – 5:03
10. My Eyes & Your Eyes – 4:54

## Formazione
- Atsushi Sakurai - voce
- Hisashi Imai - chitarra, cori
- Hidehiko Hoshino - chitarra, cori
- Yutaka Higuchi - basso
- Toll Yagami - batteria